# Pasir Putih (Bagan Sinembah)
Pasir Putih is een bestuurslaag in het regentschap Rokan Hilir van de provincie Riau, Indonesië. Pasir Putih telt 8899 inwoners (volkstelling 2010).